# Frank Baumann (Fernsehmoderator)
Frank Baumann (* 28. August 1957 in Zürich) ist ein Schweizer Buchautor, Werbefachmann, Radio- und Fernsehmoderator, Fernsehproduzent und Regisseur. Zusammen mit seiner Frau Gabriella Baumann-von Arx betreibt er die Wörterseh GmbH.

## Beruflicher Werdegang
Seine Radiokarriere begann Baumann beim damaligen «Piratensender» Radio 24. Nach einem dreijährigen Intermezzo beim Schweizer Radio DRS kehrte er für vier Jahre zu Radio 24 zurück. Danach arbeitete er als Regisseur bei Condor Commercials und wurde für seine Werbefilme international ausgezeichnet. 1989 gründete er eine eigene Werbefirma, die Edelweiss AG. Er begann seine Fernsehkarriere 1996 beim SF DRS mit der Sendung Ventil, eine grösstenteils improvisierte Medienpersiflage, mit dem Moderator als Klischeefigur des «arroganten Zürchers». Die Show polarisierte die Zuschauer, er erhielt Morddrohungen und wurde tätlich angegriffen. Am TV-Festival Rose d’Or wurde die Sendung 1999 mit einer «Special Mention» ausgezeichnet. Daneben moderierte er 1996/97 noch die Sendung Superhirn auf Sat.1. 2000 setzte Baumann Ventil nach 74 Folgen selber ab. Er wurde Moderator der Endemol-Quizsendungen Streetlive und Doppelmoppel. Letztere Sendung war dem Familien-Duell nachempfunden; die Kandidaten wurden in missliche Lagen gebracht. Obwohl Streetlive erfolgreich war, wurde sie nach über 300 Folgen eingestellt. Die Nachfolgeshow Doppelmoppel wurde vom damaligen Programmdirektor Adrian Marthaler nach 200 Folgen aus planerischen Gründen ebenfalls aus dem Programm genommen. In den folgenden Jahren trat Baumann mit drei Soloprogrammen auf den Kleinkunstbühnen der Schweiz und des deutschsprachigen Auslands auf, zusammen mit seinem Hund «Bostitch». Von 2008 bis 2023 war er Direktor des Arosa Humor-Festivals.
Von Januar 2006 bis Ende 2007 moderierte er die Schweizer Version der Endemol-Sendung Genial daneben.
2008 lief im ZDF und auf 3sat seine «Nichttalkshow» Ein Fisch für 2; sie wurde für den Adolf-Grimme-Preis 2009 nominiert. Auf SF 1 war er im Sommer 2009 mit Das volle Leben Gesprächspartner von zwölf Menschen zwischen 79 und 94 Jahren; darunter befanden sich – kurz vor seinem Tod – der Schriftsteller Hugo Loetscher und Emilie Lieberherr. 2011 lief im Schweizer Fernsehen und auf 3sat seine Expedition «Grüezi Deutschland». Im August 2011 nahm er zusammen mit dem «Gesamtbundesrat» (zu dieser Band gehören die Musiker Barbara Risch, Robert Morgenthaler und Nico Schläpfer) den Song Guugel Muugel auf, der zur Bundesratswahl vom 14. Dezember 2011 veröffentlicht wurde.
Heute arbeitet Baumann vor allem als Buchautor. Für Wörterseh schrieb er die Golfbestseller »Single in 365 Tagen« und »Die Partherapie«. Zusammen mit der Autorin Blanca Imboden verfasste er die Jugendbuchreihe »Schule ist doof«, die er auch illustrierte.
2018 erschien »Der Salamichlaus und das verschwundene Christkindli«, der erste Schweizer Adventskalender-Aufreiss-Roman, der in der Literatur-Bestsellerliste auf Rang 8 landet und 2019 »Der Salamichlaus und der Weihnachtshase mit den kalten Ohren«. Im selben Jahr fotografierte er für den »KEIN & ABER«-Verlag das  Foto-Rätselbuch »Was stimmt hier nicht? – Finde die sieben Unterschiede«, das im April 2020 bei Amazon auf dem Rang 1 der Bücher-Bestsellerliste landete. 2022 erschien der Nachfolger von »Was stimmt hier nicht? – Finde die sieben Unterschiede – Band 2«. 2024 erschien im Wörterseh Verlag sein Bestseller »Karma« über den Weg des Globetrotters André Lüthi vom Bäckerlehrling zum Präsidenten des grössten Schweizer Reiseunternehmens. Und 2025 erschien Edi Estermanns Nr.1-Sachbuch-Bestseller »Der Elefant im Personalladen – Sprichwörter und Redewendungen wie Strand am Meer«, den er illustrierte.

## Privates
Baumann ist mit der Autorin und Verlegerin Gabriella Baumann-von Arx verheiratet. Ihre gemeinsamen Kolumnen über das Familienleben erschienen erst in der Schweizer Familie, dann als Buch beim Zytglogge Verlag. Sein Sohn Maximilian ist ebenfalls als Moderator bei Radio 24 tätig, seine Tochter Lina betreibt eine Medien-Produktionsfirma. Mit seiner Frau lebt Baumann in Lachen SZ und Vals GR.

## Auszeichnungen
- 1999: «Rose d’Or» für seine TV-Sendung «Ventil».
- 2009: Nomination für Adolf-Grimme-Preis (für «Nichttalkshow» und «Ein Fisch für 2», die er für 3sat produzierte.)
- 2020: «Arosa Humorschaufel» für sein Gesamtwerk.

## Werke
- Schule ist doof. Band 1: Johnny Depp. Co-Autor mit Blanca Imboden. Wörterseh, Gockhausen, 2016, ISBN 978-3-03763-066-2.
- Schule ist doof. Band 2: Sara Super. Co-Autor mit Blanca Imboden. Wörterseh, Gockhausen, 2016, ISBN 978-3-03763-073-0.
- Schule ist doof. Band 3: Tim Tabak. Co-Autor mit Blanca Imboden. Wörterseh, Gockhausen, 2017, ISBN 978-3-03763-081-5.
- Die Partherapie. Spielend besser scoren. Wörterseh, Gockhausen, 2013, ISBN 978-3-03763-042-6.
- Single in 365 Tagen. Ein Leidfaden für Golfer. Wörterseh, Gockhausen, 2013, ISBN 978-3-03763-030-3.
- König Alphons und Kurt, das Kamel. Ein musikalisches Bilderbuch. Wörterseh, Gockhausen, 2009, ISBN 978-3-03763-011-2.
- Bei Baumanns. Aus dem Epizentrum einer ganz normalen Schweizer Familie (mit Gabriella Baumann-von Arx). Zytglogge, Gümligen, 2000, ISBN 3-7296-0600-X.
- Werber schreiben Kurzgeschichten. Mit einem Beitrag von F. K. Waechter. Fischer, Münsingen, 1992, ISBN 3-85681-284-9.
- Die himmelblaue Weihnachtstasse. Schweizer Adventsgeschichten von Bruno Schlatter mit Illustrationen von Frank Baumann. Wörterseh, Gockhausen, 2017, ISBN 978-3-03763-086-0.
- Di gschtifleti Gans. Grimm-Märli und Schlafliedli zum Läse und Lose. Regisseur und Illustrator. Wörterseh, Gockhausen, 2017, ISBN 978-3-03763-087-7.
- Der Salamichlaus und das verschwundene Christkindli. Autor und Illustrator. Wörterseh, Gockhausen, 2018, ISBN 978-3-03763-104-1.
- Der Salamichlaus und der Weihnachtshase mit den kalten Ohren. Autor und Illustrator. Wörterseh, Gockhausen, 2018, ISBN 978-3-03763-111-9.
- Was stimmt hier nicht – Finde die sieben Unterschiede, Band 1. Autor und Fotograf. Kein&Aber, Zürich, 2019, ISBN 978-3-0369-5817-0
- Was stimmt hier nicht – Finde die sieben Unterschiede, Band 2. Autor und Fotograf. Kein&Aber, Zürich, 2, 2022, ISBN 978-3-0369-5876-7
- KARMA – Der Globetrotter André Lüthi – im Gespräch mit Frank Baumann Autor. Wörterseh, Lachen, 2024, ISBN 978-3-03763-153-9
- Der Elefant im Personalladen – Sprichwörter und Redewendungen wie Strand am Meer, Autor Edi Estermann, Illustrator Frank Baumann, ISBN 978-3-03763-160-7